# FC Pavlikeni
El FC Pavlikeni es un equipo de fútbol de Bulgaria que juega en la V AFG, tercera división de fútbol en el país.

## Historia
Fue fundado en el año 1928 en la ciudad de Pavlikeni con el nombre Hadzhislavchev, aunque tras finalizar la Segunda Guerra Mundial cambió su nombre por el actual.
En la temporada 1955 el club logra el ascenso a la A PFG por primera vez en su historia, pero en esa temporada el club solo ganó 5 partidos y terminó en último lugar entre 14 equipos.